# 아이라이주

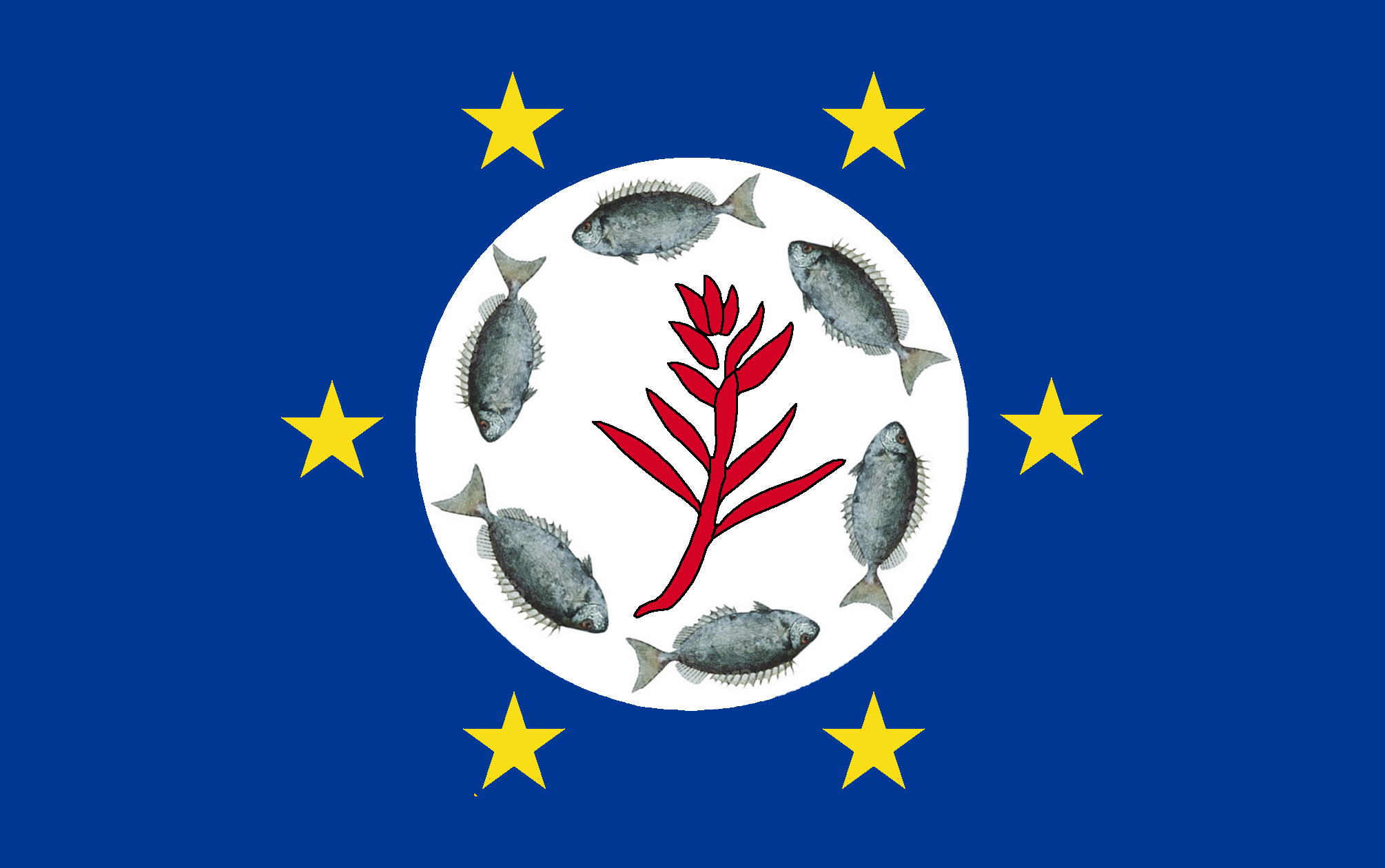
아이라이주 기

아이라이주(영어: Airai)는 팔라우의 주로, 바벨다오브섬 남부 연안에 위치한다. 면적은 44km2, 인구는 2,455명(2015년 기준)이다. 팔라우에서 두 번째로 인구가 많은 주이며 아이라이주에서 가장 큰 도시인 아이라이(인구 920명(2004년 기준))는 코로르주 이외의 지역 가운데 가장 큰 도시이다. 아이라이주에는 팔라우 국제공항이 위치해 있다.